# مرکز اسلامی لینوود
مرکز اسلامی لینوود (انگلیسی: Linwood Islamic Centre) مسجدی در لین وود شهر کرایست چرچ نیوزیلند است. این مسجد در سال 2018 در محل یک کلیسا بنا شده و دومین مسجد این شهر است.